# Dietmar Mögenburg
Dietmar Mögenburg (Leverkusen, 15 agosto 1961) è un ex altista tedesco, campione olimpico a Los Angeles 1984 e sei volte campione europeo tra outdoor e indoor.
Ha detenuto il record mondiale della specialità, dal 26 maggio al 1º agosto 1980 con la misura di 2,35 m.

## Carriera
A differenza del "gemello" Carlo Thränhardt, Mögenburg ottenne migliori risultati nelle manifestazioni internazionale (11 medaglie in tutto), ma due personali inferiori a quelli del connazionale.

## Palmarès
| Anno | Manifestazione             | Sede         | Risultato | Misura |
| ---- | -------------------------- | ------------ | --------- | ------ |
| 1984 | Giochi olimpici            | Los Angeles  | Oro       | 2,35 m |
| 1982 | Campionati europei         | Atene        | Oro       | 2,30 m |
| 1989 | Campionati mondiali indoor | Budapest     | Argento   | 2,35 m |
| 1980 | Campionati europei indoor  | Sindelfingen | Oro       | 2,31 m |
| 1982 | Campionati europei indoor  | Milano       | Oro       | 2,34 m |
| 1984 | Campionati europei indoor  | Göteborg     | Oro       | 2,33 m |
| 1986 | Campionati europei indoor  | Madrid       | Oro       | 2,34 m |
| 1989 | Campionati europei indoor  | L'Aia        | Oro       | 2,33 m |
| 1981 | Campionati europei indoor  | Grenoble     | Argento   | 2,25 m |
| 1988 | Campionati europei indoor  | Budapest     | Argento   | 2,37 m |
| 1990 | Campionati europei indoor  | Glasgow      | Bronzo    | 2,30 m |